# Markus Ryffel
Markus Ryffel (ur. 5 lutego 1955 w Bernie) – szwajcarski lekkoatleta specjalizujący się w biegach długodystansowych, trzykrotny uczestnik letnich igrzysk olimpijskich (Montreal 1976, Moskwa 1980, Los Angeles 1984), srebrny medalista olimpijski z Los Angeles w biegu na 5000 metrów.
W 1978 r. otrzymał tytuł Sportowca roku w Szwajcarii.

## Sukcesy sportowe
- mistrz Szwajcarii w biegu na 1500 metrów – 1984[2]
- ośmiokrotny mistrz Szwajcarii w biegu na 5000 metrów – 1976, 1977, 1978, 1979, 1981, 1982, 1983, 1986
- pięciokrotny mistrz Szwajcarii w biegu na 10 000 metrów – 1976, 1985, 1987, 1990, 1991
- mistrz Szwajcarii w półmaratonie – 1982
- czterokrotny mistrz Szwajcarii w biegach przełajowych – 1977, 1978, 1979, 1986

| Rok  | Miasto        | Zawody                    | Konkurencja    | Wynik         |
| ---- | ------------- | ------------------------- | -------------- | ------------- |
| 1977 | San Sebastián | Halowe mistrzostwa Europy | bieg na 3000 m | brązowy medal |
| 1978 | Mediolan      | Halowe mistrzostwa Europy | bieg na 3000 m | złoty medal   |
| 1978 | Praga         | Mistrzostwa Europy        | bieg na 5000 m | srebrny medal |
| 1979 | Wiedeń        | Halowe mistrzostwa Europy | bieg na 3000 m | złoty medal   |
| 1980 | Moskwa        | Igrzyska olimpijskie      | bieg na 5000 m | 5. miejsce    |
| 1983 | Helsinki      | Mistrzostwa świata        | bieg na 5000 m | 12. miejsce   |
| 1984 | Göteborg      | Halowe mistrzostwa Europy | bieg na 3000 m | srebrny medal |
| 1984 | Los Angeles   | Igrzyska olimpijskie      | bieg na 5000 m | srebrny medal |

## Rekordy życiowe
- bieg na 1500 metrów – 3:38,60 – Kolonia 19/08/1979
- bieg na 3000 metrów – 7:41,00 – Lozanna 18/07/1979 –
- bieg na 3000 metrów (hala) – 7:44,43 – Wiedeń 25/02/1979 –
- bieg na 5000 metrów – 13:07,54 – Los Angeles 11/08/1984 –
- bieg na 5000 metrów (hala) – 13:34,68 – East Rutherford 09/02/1985 –
- bieg na 10 000 metrów – 27:54,29 – Lozanna 10/07/1985